# Raising Hell
| 전문가 평가                   | 전문가 평가 |
| 평가 점수                     | 평가 점수   |
| 출처                          | 점수        |
| ----------------------------- | ----------- |
| AllMusic                      | [ 2 ]       |
| Chicago Tribune               | [ 3 ]       |
| Encyclopedia of Popular Music | [ 4 ]       |
| Pitchfork                     | 7.7/10      |
| Q                             | [ 6 ]       |
| Rolling Stone                 | [ 7 ]       |
| The Rolling Stone Album Guide | [ 8 ]       |
| Spin Alternative Record Guide | 10/10       |
| Uncut                         | [ 10 ]      |
| The Village Voice             | A−          |

《Raising Hell》은 1986년 5월 15일, 프로파일 레코드에 의해 발매된 미국의 힙합 그룹 Run-D.M.C.의 세 번째 스튜디오 음반이다. 이 음반은 러셀 시몬스와 릭 루빈이 프로듀싱했다. 《Raising Hell》은 최초의 플래티넘과 멀티 플래티넘 힙합 음반이 되었다. 이 음반은 1986년 7월 15일 플래티넘 인증을 처음 받았고 1987년 4월 24일 미국 음반 산업 협회에 의해 3배 플래티넘 인증을 받았다.
《Raising Hell》은 빌보드 200에서 3위, 톱 R&B/힙합 음반 차트에서 1위를 차지하여 후자의 첫 번째 힙합 음반이 되었다. 이 음반에는 4개의 히트 싱글 〈My Adidas〉, 〈Walk This Way〉(에어로스미스와 공동 작업), 〈You Be Illin'〉, 〈It's Tricky〉가 수록되어 있다. 〈Walk This Way〉는 에어로스미스의 1975년 곡 〈Walk This Way〉의 획기적인 랩 록 버전으로 이 그룹의 가장 유명한 싱글이다. 이 곡은 힙합을 메인스트림에도 끌어들인 최초의 랩 록 콜라보레이션이며, 힙합 아티스트가 빌보드 핫 100에서 5위 안에 진입한 최초의 곡으로 여겨진다.
《Raising Hell》은 역대 최고의 음반 중 하나로 선정되었다. 1987년, 그것은 그래미 어워드 후보에 올랐으며, Run-D.M.C.는 후보에 오른 최초의 힙합 가수가 되었다. 같은 해에 Run-D.M.C.는 올해의 앨범 후보에 올랐고 1987년 소울 트레인 뮤직 어워드에서 최고의 랩 음반을 수상했다. 2018년, 이 음반은 "문화적, 역사적, 예술적으로 중요한" 것으로 미국 의회도서관에 의해 내셔널 레코딩 레지스트리에 등록되었다. 이 음반은 1999년과 2003년에 아리스타 레코드에 의해 재발매되었다. 2005년에 확장되고 리마스터링된 에디션이 발매되었으며 이전에 발매되지 않은 5곡이 포함되어 있다.
3백만 장 이상의 판매고를 올린 《Raising Hell》은 힙합의 황금기뿐만 아니라 힙합의 음반 시대를 예고하여 비평가들 사이에서 이 장르가 전례 없는 수준의 인정을 받을 수 있도록 도와준 것으로 인정받고 있다.

## 배경
1985년 말, 그들의 광범위한 투어를 마치고 퀸스로 돌아온 그들은 곧 맨해튼에 있는 청 킹 스튜디오에서 3개월 동안 폐쇄되었다. 프로듀서 스미스를 대신하여 건방진 새로운 독불장군이 릭 루빈을 영입했다. 루빈과 러셀의 이름이 제작진에 이름을 올렸지만, 두 비그룹 멤버는 《Raising Hell》의 음악을 창작한 것보다 더 많이 감독하고 추가했다. DMC는 "릭과 러셀은 제작 크레딧을 받았지만, 우리 그룹 멤버들은 정말로 모든 것을 했다"고 말했다. "우리는 그 음반을 3개월 만에 완성했어요. 모든 운율이 도로에 쓰여지고 연습되고 연마되었기 때문에 그것은 매우 빨랐습니다. 우리는 우리가 무엇을 하고 싶은지 알고 있었습니다. 릭은 모두 음악과 악기였습니다. 제이는 음악과 디제잉을 했습니다. 그리고 저랑 런이 가사였어요. 우리는 분명히 게임 계획이 있었습니다."
《Raising Hell》은 에어로스미스 (주로 리더인 스티븐 타일러와 조 페리의 작품)가 등장하는 잘 알려진 커버 〈Walk This Way〉를 특징으로 한다. 이 곡은 이 그룹의 첫 번째 록과 힙합의 융합은 아니었지만 (이 그룹의 초기 싱글인 〈Rock Box〉와 〈King of Rock〉은 차트에 상당한 영향을 미친 최초의 융합곡이었으며), 빌보드 핫 100의 상위 5위에 진입한 첫 랩 곡이 되었다. 《Raising Hell》은 힙합/랩 음반으로는 처음으로 빌보드 톱 R&B 음반 차트에서 1위, 빌보드 200에서는 3위로 정점을 찍었다.

## 곡 목록
모든 곡들은 특별한 언급이 없는 한 대릴 맥대니얼스와 조지프 시몬스에 의해 작사/작곡하였다.
| #  | 제목                                  | 작사·작곡              | 재생 시간 |
| -- | ------------------------------------- | ---------------------- | --------- |
| 1. | 〈Peter Piper〉                       |                        | 3:25      |
| 2. | 〈It's Tricky〉                       |                        | 3:03      |
| 3. | 〈My Adidas〉                         |                        | 2:47      |
| 4. | 〈Walk This Way〉 (with 에어로스미스) | 스티븐 타일러, 조 페리 | 5:11      |
| 5. | 〈Is It Live〉                        |                        | 3:07      |
| 6. | 〈Perfection〉                        |                        | 2:52      |

| #  | 제목                  | 작사·작곡                                        | 재생 시간 |
| -- | --------------------- | ------------------------------------------------ | --------- |
| 1. | 〈Hit It Run〉        |                                                  | 3:10      |
| 2. | 〈Raising Hell〉      |                                                  | 5:32      |
| 3. | 〈You Be Illin'〉     | 시몬스, 맥대니얼스, 제이슨 미젤, 레이먼드 화이트 | 3:26      |
| 4. | 〈Dumb Girl〉         |                                                  | 3:31      |
| 5. | 〈Son of Byford〉     |                                                  | 0:27      |
| 6. | 〈Proud to Be Black〉 |                                                  | 3:15      |

## 인증
| 국가                       | 인증        | 판매량/출하량 |
| -------------------------- | ----------- | ------------- |
| 캐나다 (뮤직 캐나다)       | 플래티넘    | 100,000^      |
| 뉴질랜드 (RMNZ)            | 골드        | 7,500^        |
| 영국 (BPI)                 | 실버        | 60,000^       |
| 미국 (RIAA)                | 3× 플래티넘 | 3,000,000^    |
| ^출하량을 기반으로 한 인증 |             |               |